# HMS Superb (1907)
HMS Superb (1907) (фр. ,рус. ) (Корабль Его Величества «Суперб») — британский линейный корабль, второй в серии из трёх кораблей типа «Беллерофон». Участник Первой мировой войны, в частности — Ютландского сражения.

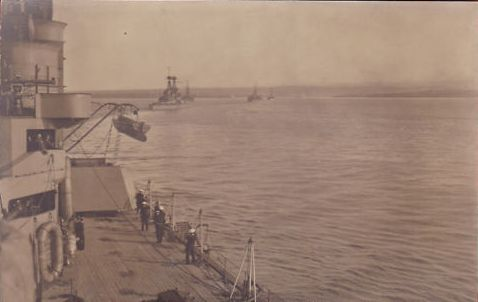
HMS Superb и корабли эскадры союзников входят в бухту Севастополя в ноябре 1918

Строился на Королевской Верфи Армстронг Витуорт.
Заказан в 1906 Военно-морским министерством, на строительство было выделено 1,744,287£. Киль заложен 6 февраля 1907, спущен на воду 7 ноября 1907, вошёл в состав британского королевского флота 29 мая 1909. Он был четвёртым дредноутом Британии и четвёртым линкором, построенным в мире, после «Дредноута» и двух однотипных : «Беллерофона» и «Темерера».